# Sistrum
En sistrum (flertal: sistra; fra den græske σεῖστρον, seistron med samme betydning; bogstaveligt talt "det, der bliver rystet", fra σείειν seiein, "at ryste") er et ranglelignende musikinstrument, der hovedsagelig er forbundet med det gamle Irak og Egypten. Den består af et håndtag og en U-formet metalramme, fremstillet af messing eller bronze og mellem 30 og 76 cm i bredden. Når de rystes, giver de små ringe eller sløjfer af tyndt metal på sine bevægelige tværstænger en lyd, der kan være fra en blød klang til en høj klirren. Dets navn på det gamle egyptiske sprog var sekhem (sḫm) og sesheshet (sššt). Sekhem er den enklere sistrum, mens sesheshet (et onomatopoeisk ord) er den naosformede.

## Egyptisk sistrum
sistrummen var et helligt instrument i det gamle Egypten. Den stammer oprindeligt fra tilbedelsen af Bastet og Hathor, og den brugt i danser og religiøse ceremonier. Det blev også rystet for at afværge oversvømmelsen af Nilen og for at skræmme Seth. Bastet også er ofte afbildet med en sistrum, der symboliserer hendes rolle som en gudinde af dans, glæde og festlighed.
Sistra bruges stadig i Alexandria-riten og etiopisk rite. Udover billedet i egyptisk kunst med dans og glæde var sistra også et vigtigt element i meget egyptisk litteratur.

## Minoisk Sistrum
De gamle minoere brugte også sistra, og der er fundet en række eksempler på lokal ler på øen Kreta. Fem af disse vises på det arkæologiske museum i Agios Nikolaos. En sistrum er også afbildet på Harvester Vase, et artefakt, der findes på Agia Triada.

## I dag
Sistrum har forblevet et liturgisk instrument i den etiopiske ortodokse kirke gennem århundrederne og spilles under dansen udført af debtera (kantorer) på vigtige kirkefestivaler. Det findes også lejlighedsvis i NeoPagan tilbedelse og ritual.
Syndromet blev lejlighedsvis genoplivet i det vestlige orkestermusik fra 1800-tallet, der fremtræder mest i akt 1 af operaen Les Troyens (1856-1858) af den franske komponist Hector Berlioz. I dag er det imidlertid erstattet af dens tæt moderne ækvivalent, tamburinen. Effekten produceret af sistrum i musik - når den rystes kort, skarpe, rytmiske impulser - er at vække bevægelse og aktivitet. Den rytmiske rystelse af sistrumet, som tamburinen, er forbundet med religiøse eller ekstatiske begivenheder.